# Pain (Three Days Grace)
Pain è il secondo singolo estratto dal secondo album dei Three Days Grace One-X, pubblicato il 7 novembre 2006.

## Il brano
Il brano è stato scritto da Adam Gontier durante il suo periodo di dipendenza da Ossicodone.

## Il video
Il videoclip del brano, pubblicato il 2 ottobre 2009, rappresenta i membri della band e altre persone che combattono contro le loro pene.

## Formazione
- Adam Gontier – voce
- Barry Stock – chitarra
- Brad Walst – basso, cori
- Neil Sanderson – batteria, cori